# All or Nothing (Natalia)
"All or Nothing" is een liedje van de Vlaamse zangeres Natalia. Het werd op 16 januari 2009 uitgegeven als eerste single van haar vierde studioalbum, getiteld Wise Girl (2009). Een downloadversie was sinds 11 januari 2009 via iTunes te downloaden.

## Trivia
- All or Nothing maakte deel uit van de soundtrack van de Nederlandse film Spion van Oranje.
- Van All or Nothing werd ook een videoclip opgenomen. Deze bevat ter promotie ook beelden van Spion van Oranje.
- Het nummer werd genomineerd in 2010 als "Beste Film hitsong" op de Film1 Rembrandtawards te Nederland.

### Hitnotering
| "All or Nothing" in de Vlaamse Ultratop 50 - binnen: 24-01-2009 | "All or Nothing" in de Vlaamse Ultratop 50 - binnen: 24-01-2009 | "All or Nothing" in de Vlaamse Ultratop 50 - binnen: 24-01-2009 | "All or Nothing" in de Vlaamse Ultratop 50 - binnen: 24-01-2009 | "All or Nothing" in de Vlaamse Ultratop 50 - binnen: 24-01-2009 | "All or Nothing" in de Vlaamse Ultratop 50 - binnen: 24-01-2009 | "All or Nothing" in de Vlaamse Ultratop 50 - binnen: 24-01-2009 | "All or Nothing" in de Vlaamse Ultratop 50 - binnen: 24-01-2009 | "All or Nothing" in de Vlaamse Ultratop 50 - binnen: 24-01-2009 | "All or Nothing" in de Vlaamse Ultratop 50 - binnen: 24-01-2009 | "All or Nothing" in de Vlaamse Ultratop 50 - binnen: 24-01-2009 | "All or Nothing" in de Vlaamse Ultratop 50 - binnen: 24-01-2009 | "All or Nothing" in de Vlaamse Ultratop 50 - binnen: 24-01-2009 | "All or Nothing" in de Vlaamse Ultratop 50 - binnen: 24-01-2009 | "All or Nothing" in de Vlaamse Ultratop 50 - binnen: 24-01-2009 | "All or Nothing" in de Vlaamse Ultratop 50 - binnen: 24-01-2009 |
| Week                                                            | 01                                                              | 02                                                              | 03                                                              | 04                                                              | 05                                                              | 06                                                              | 07                                                              | 08                                                              | 09                                                              | 10                                                              | 11                                                              | 12                                                              |                                                                 | 13                                                              |                                                                 |
| --------------------------------------------------------------- | --------------------------------------------------------------- | --------------------------------------------------------------- | --------------------------------------------------------------- | --------------------------------------------------------------- | --------------------------------------------------------------- | --------------------------------------------------------------- | --------------------------------------------------------------- | --------------------------------------------------------------- | --------------------------------------------------------------- | --------------------------------------------------------------- | --------------------------------------------------------------- | --------------------------------------------------------------- | --------------------------------------------------------------- | --------------------------------------------------------------- | --------------------------------------------------------------- |
| Nummer                                                          | 34                                                              | 13                                                              | 14                                                              | 20                                                              | 14                                                              | 16                                                              | 31                                                              | 29                                                              | 45                                                              | 40                                                              | 46                                                              | 50                                                              | uit                                                             | 49                                                              | uit                                                             |